# Base Aboa

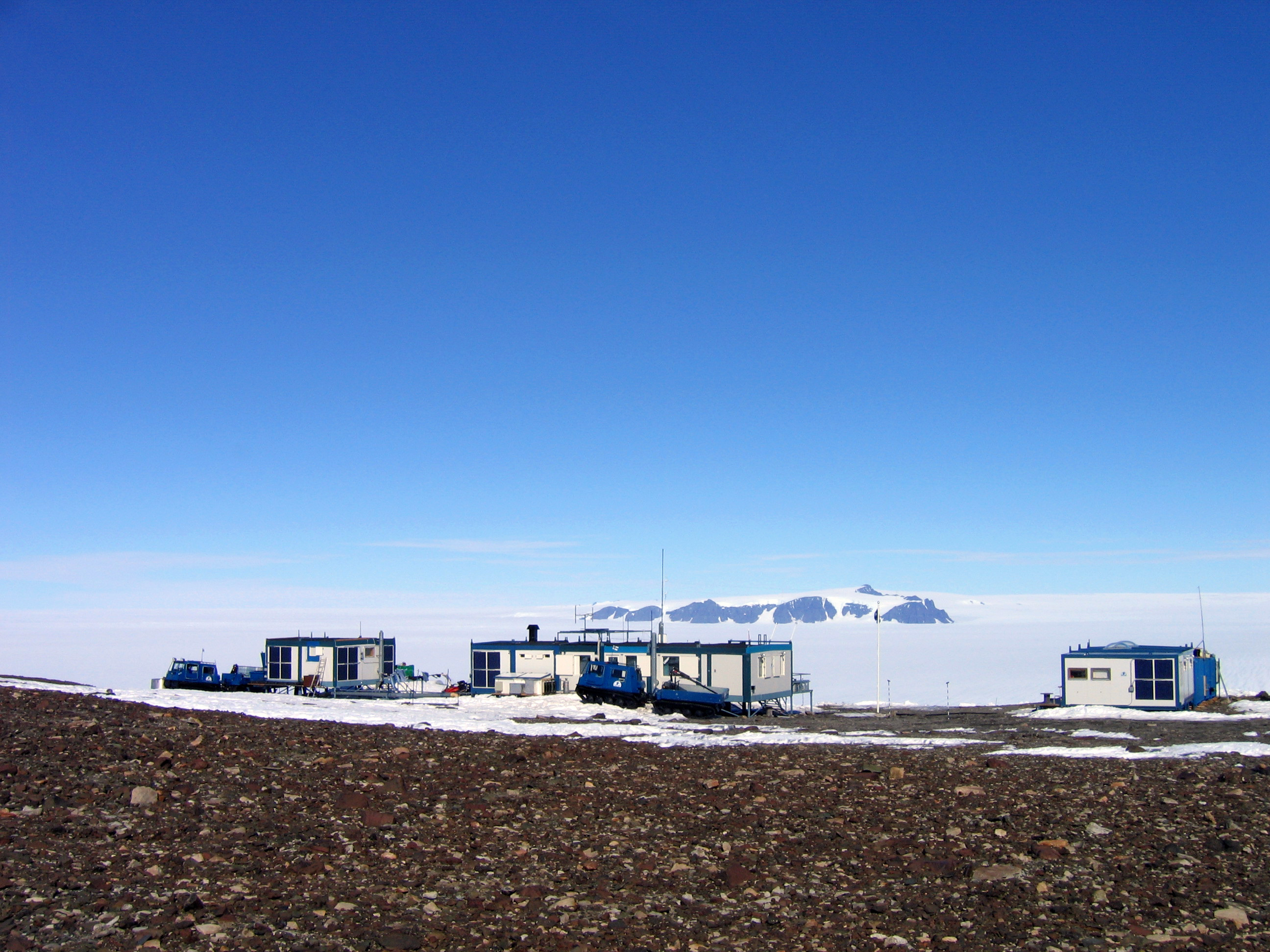
Base Aboa.

Aboa (en finés: Aboa, que es el nombre en latín de la ciudad de Turku) es una base de verano de Finlandia en la Antártida. Está ubicada en el nunatak Basen en las montañas Kraul de la Tierra de la Reina Maud. Fue fundada en 1988 y tiene capacidad para 18 personas. A solo 200 m se encuentra la Base Wasa de Suecia, que en conjunto suelen ser llamadas Base Nordenskiöld.